# سينما ناميبيا

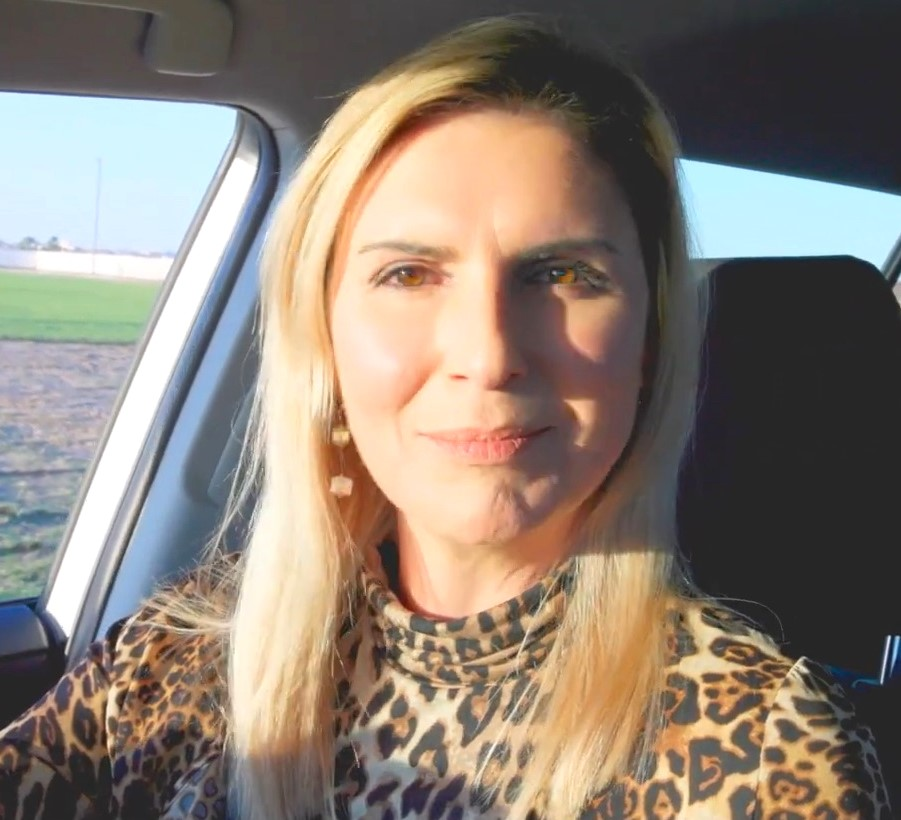
مؤسسة ميشيل ماكلين للأفلام المحافظة، التي تمول أفلام ناميبية

تُشير سينما ناميبيا إلى صناعة السينما في ناميبيا، التي نالت استقلالها عن جنوب إفريقيا عام 1990.
قبل الاستقلال، صنع عالم الأنثروبولوجيا الأمريكي جون مارشال أفلامًا إثنوغرافية لشعب الكونغ (ǃKung) لأكثر من أربعة عقود من عام 1950 فصاعدًا، مما أدى إلى إنتاج أفلام وثائقية مثل (The Hunters) سنة 1957، و(Nǃai, the Story of a ǃKung Woman) سنة 1980.
بعد الاستقلال، بدأ صانعو الأفلام الناميبيون في تأكيد هويتهم. وكان من بين الرواد بريدجيت بيكرينغ وريتشارد باكليبا وسيسيل مولر. وقد انضم إليهم جيل أصغر من بينهم جويل هيكالي وأوشيني هيفلواه وبريفي كاتيافيفي وتيم هويبشل وكريشكا ستوفلز.
في عام 2000، أصدرت الحكومة الناميبية قانون لجنة الفيلم الناميبي لتعزيز صناعة الأفلام في البلاد.